# Rimpelige mispel
De rimpelige mispel of rimpelige cotoneaster (Cotoneaster rehderi, synoniem: Cotoneaster bullatus var. macrophyllus) is een bladverliezende struik, die behoort tot de rozenfamilie. De soort komt van nature voor in West-China en is in Nederland verwilderd. De rimpelige mispel onderscheidt zich van de grote boogcotoneaster (Cotoneaster bullatus doordat de grote boogcotoneaster 5-13 bloemen in de bloeiwijze heeft, de bladsteel 3-6 mm lang is, de bovenzijde van het blad weinig diepliggende nerven heeft en de vruchten kleiner zijn (6-8 mm).
De struik wordt 2-5 m hoog. De bast van de twijgen is grijszwart met in strepen lopende haren, maar worden later kaal. Het blad is 5-15 cm lang en 2,5-8 cm breed met niet of nauwelijks ingezonken nerven, waardoor het blad sterk gerimpeld is. De bladsteel is ongeveer 2 mm lang. De onderkant van het blad is beige en heeft weinig korte, aanliggende haren. De vroeg afvallende, bruine, 3-5 mm lange steunblaadjes zijn lancetvormig en bezet met fijne haren.
De rimpelige mispel bloeit in mei en juni met 7-8 mm grote bloemen. Er zitten 12-20 bloemen bij elkaar. De 2,5-5 cm brede, sterk vertakte bloeiwijze is een tuil. De fijn behaarde, 2-3 mm lange schutbladen zijn lancetvormig. De 1-3 mm lange bloemstelen zijn fijn behaard. De bloembeker is klokvormig en aanvankelijk aan de buitenkant licht behaard, maar is later kaal. De vijf, 1-1,5 mm lange en 1,5-2,5 mm brede kelkbladen zijn driehoekig met een punt. De vijf witte en aan de basis roodachtig getinte, rechtopstaande kroonbladen zijn omgekeerd eirond, 4-4,5 mm lang en bijna even breed met een korte genagelde basis en een stompe bovenkant. De 20-22 meeldraden zijn korter dan de kroonbladen. De top van het vruchtbeginsel is behaard. De vier tot vijf vrijstaande stijlen zijn erg kort.
De rode vrucht is een 8-11 mm grote steenvrucht met daarin 4-5 zaden.

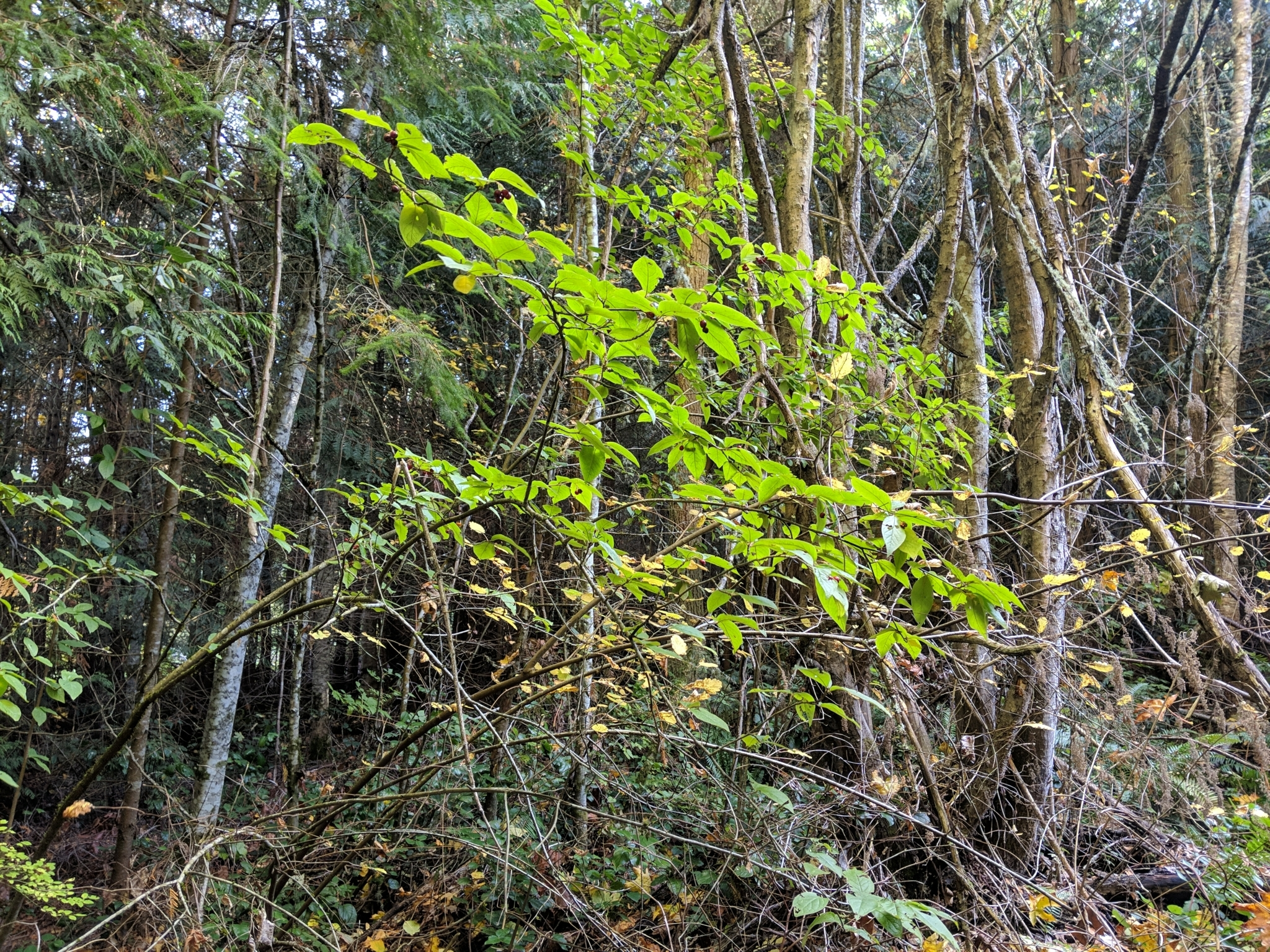
Struik
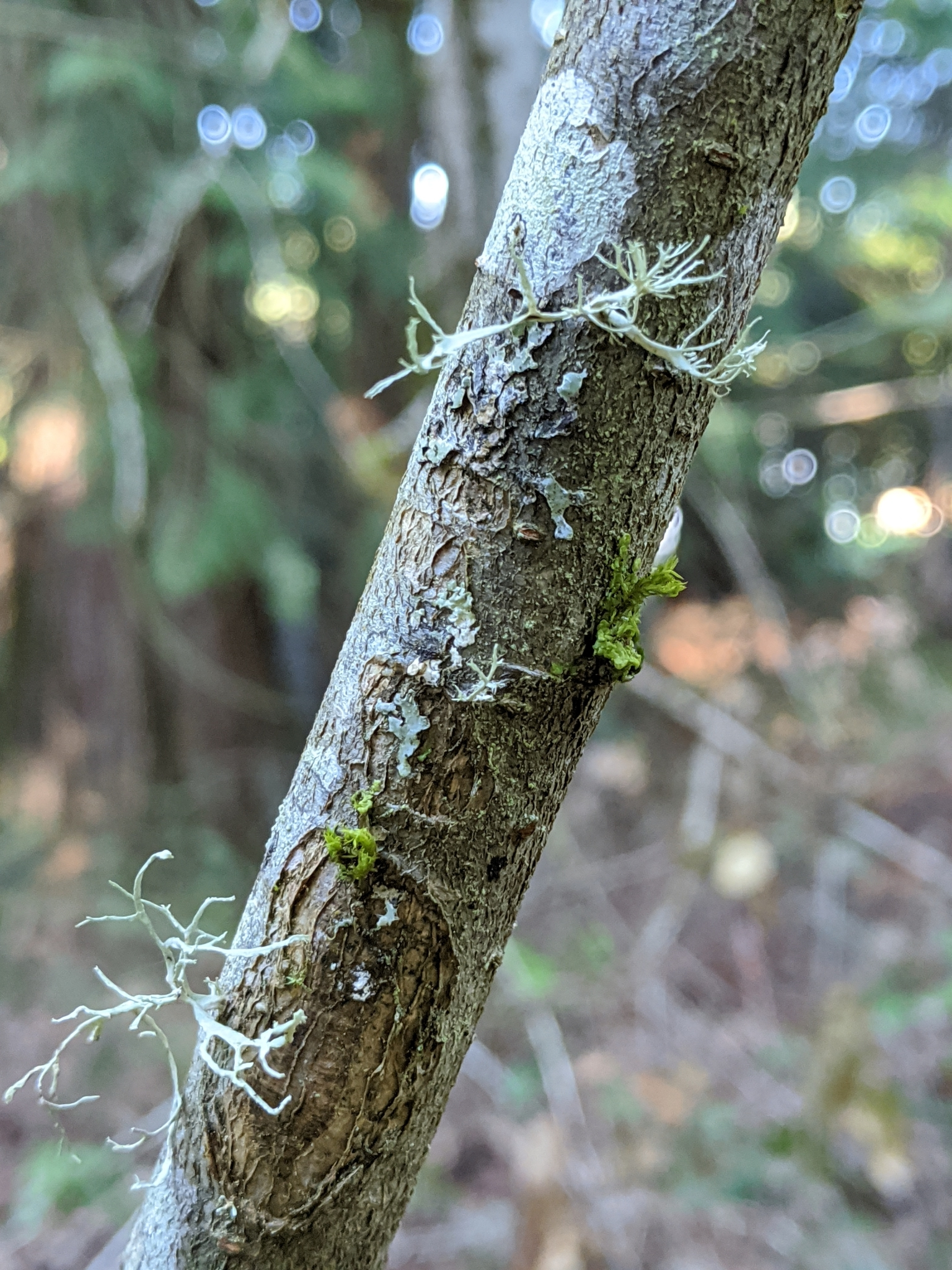
Bast
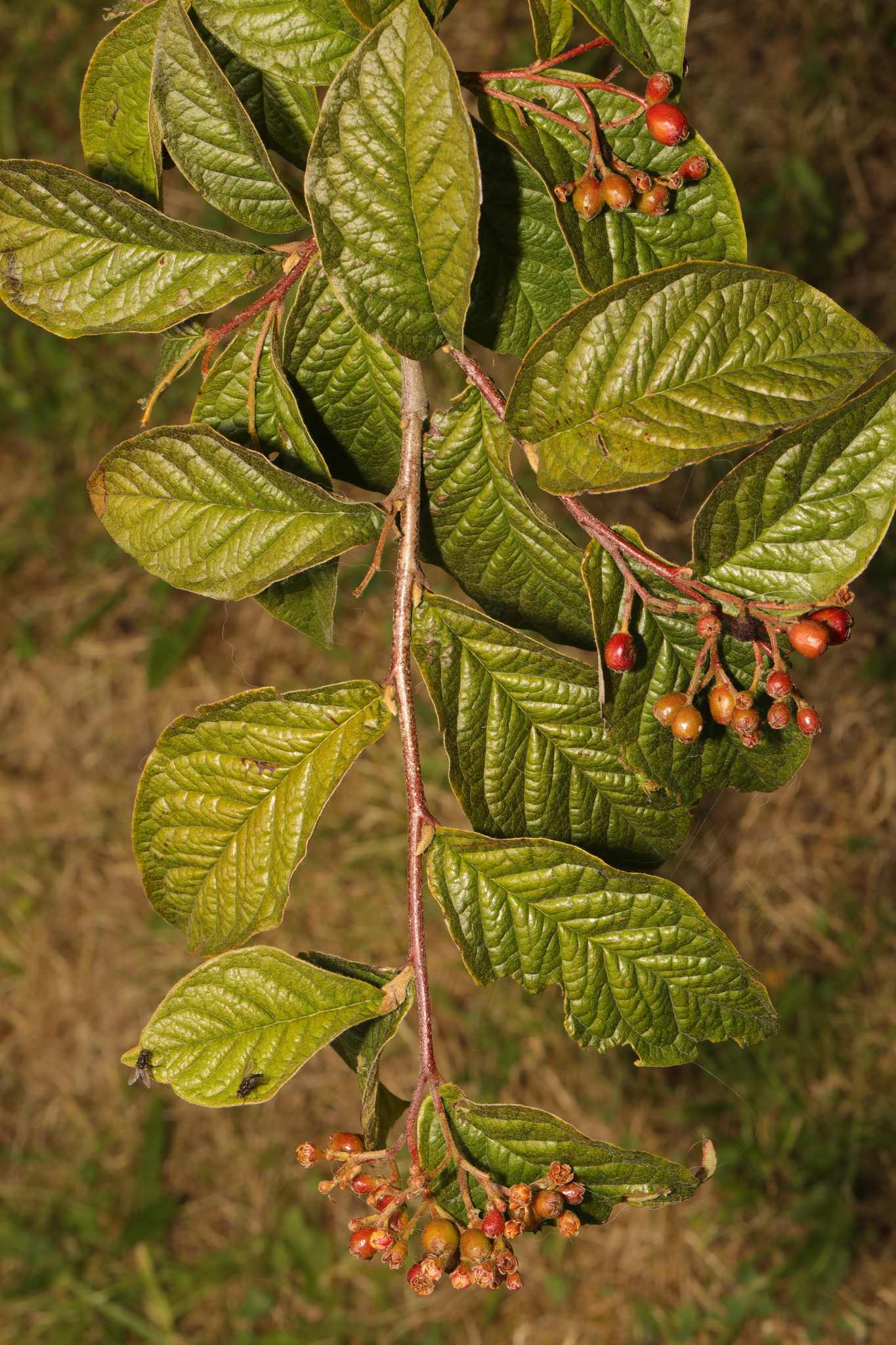
Blad met steunblaadjes
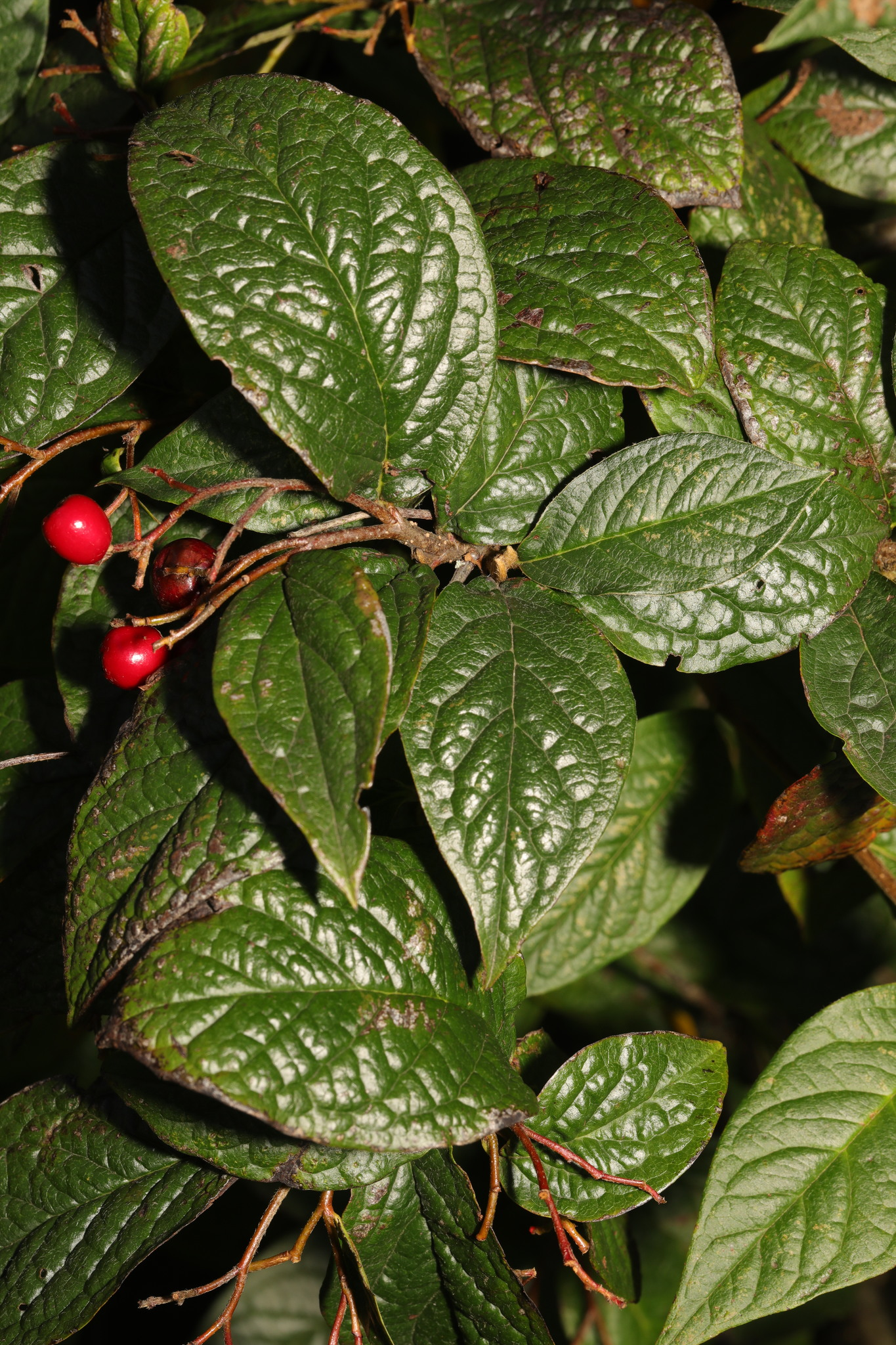
Bovenkant blad
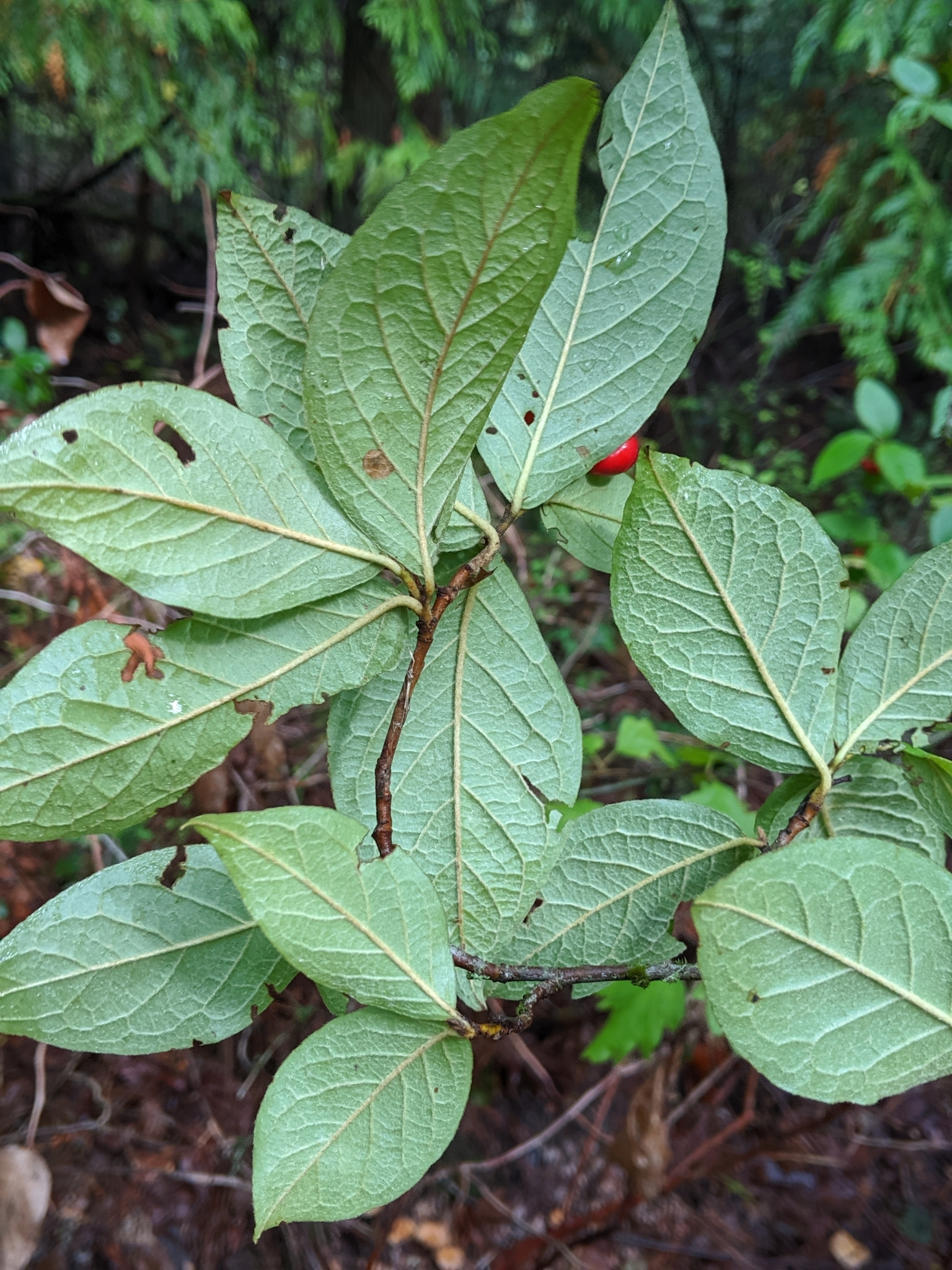
Onderkant blad
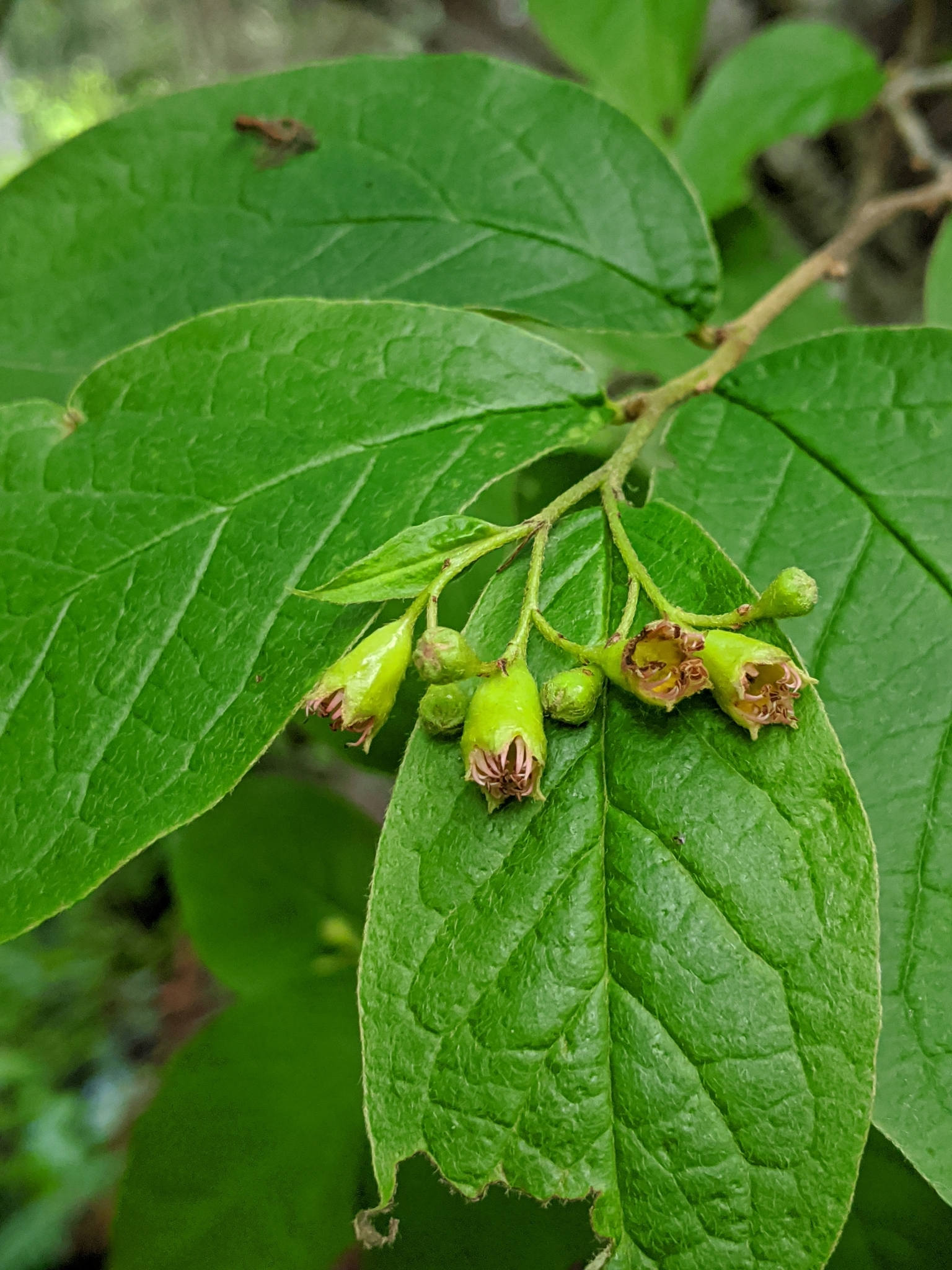
UItgebloeide bloemen met meeldraden

De rimpelige mispel komt voor op droge, kalkrijke grond langs spoorlijnen, bosranden, oude muren en grindgroeven.